# گرگ رایان
گرگ رایان (انگلیسی: Greg Ryan؛ زادهٔ ۲۱ ژانویهٔ ۱۹۵۷) یک بازیکن فوتبال اهل ایالات متحده آمریکا است.